# Борисовдрев
ВАТ «Борисовдрев» (біл. ААТ «Барысаўдрэў») — деревообробние підприємство Білорусі, розташоване в Борисові. Засноване в 1901 році.

## Історія
У 1901 році в Борисові розпочала роботу сірникова фабрика «Березина». У 1931 році перейменована на фабрику «Пролетарська перемога».
У 1948 році поряд з фабрикою розпочав роботу фанерний завод. У 1950 році сірникова фабрика переобладнана та модернізована. У 1960 році розпочато виробництво меблів. У 1972 році підприємство стало найбільшим виробником сірників в СРСР.
У 1998 році внаслідок приватизації підприємство реорганізовано у ВАТ «Борисовдрев». У 2003 року до складу компанії ввійшов «Борисовський ліспрогосп», а у 2009 році — «Синявська меблева фабрика».